# Autopista Central Gallega
L'Autopista Central Gallega és una autopista que uneix les ciutats de Santiago de Compostel·la i Ourense, a Galícia. La via es divideix en dos trams:
- AP-53, entre Santiago, on enllaça amb l'AP-9, i l'Alt de Santo Domingo, a Dozón. Aquest tram és de peatge i depèn del Ministeri de Foment.
- AG-53, entre Dozón i Ourense, on enllaça amb l'A-52. Aquest tram depèn de la Xunta de Galicia i és lliure de peatge.

## Trams
| Denominació | Tram                                       | Estat (2015)     | Longitud |
| ----------- | ------------------------------------------ | ---------------- | -------- |
| AP-53       | Santiago de Compostel·la - Silleda         | En servei (2002) | 33 km    |
| AP-53       | Silleda - Lalín est                        | En servei (2003) | 13 km    |
| AP-53       | Lalín est - Alt de Santo Domingo           | En servei (2004) | 10 km    |
| AG-53       | Alt de Santo Domingo - San Cristovo de Cea | En servei (2007) | 17 km    |
| AG-53       | San Cristovo de Cea - A-52                 | En servei (2009) | 14 km    |